# Laura Regan
Laura Regan (Halifax, 17 ottobre 1977) è un'attrice canadese.

## Filmografia parziale

### Cinema
- Unbreakable - Il predestinato (Unbreakable), regia di M. Night Shyamalan (2000)
- Qualcuno come te (Someone Like You...), regia di Tony Goldwyn (2001)
- My Little Eye, regia di Marc Evans (2002)
- They - Incubi dal mondo delle ombre (They), regia di Robert Harmon (2002)
- L'uomo senza ombra 2 (Hollow Man 2), regia di Claudio Fäh (2006)
- Dead Silence, regia di James Wan (2007)

### Televisione
- Giudice Amy (Judging Amy) - serie TV, 3 episodi (2003)
- Streghe (Charmed) - serie TV,  1 episodio (2005)
- Mad Men - serie TV, 6 episodi (2008-2010)
- Castle - serie TV, episodio 4x08 (2011)
- Murder in the First - serie TV (2015)
- Minority Report - serie TV (2015)
- NCIS - Unità anticrimine (NCIS) - serie TV, episodio 15x09 (2017)

## Doppiatrici italiane
Nelle versioni in italiano delle opere in cui ha recitato, Laura Regan è stata doppiata da:
- Chiara Colizzi in Minority Report, NCIS - Unità anticrimine
- Federica De Bortoli in My Little Eye
- Luisa Ziliotto in Law & Order: Criminal Intent
- Emanuela D'Amico in Cold Case - Delitti irrisolti
- Sabrina Duranti in Senza traccia
- Barbara Berengo Gardin in Mad Men
- Ilaria Latini in Castle
- Claudia Scarpa in NCIS: Los Angeles
- Irene Di Valmo in Code Black